# Kanton Vouziers
Kanton Vouziers (fr. Canton de Vouziers) je francouzský kanton v departementu Ardensko v regionu Grand Est. Tvoří ho 54 obcí. Před reformou kantonů 2014 ho tvořilo 15 obcí.

## Obce kantonu
od roku 2015:
| - Les Alleux - Angecourt - Artaise-le-Vivier - Authe - Autruche - Ballay - Bar-lès-Buzancy - Bayonville - Belleville-et-Châtillon-sur-Bar - Belval-Bois-des-Dames - La Berlière - La Besace - Boult-aux-Bois - Brieulles-sur-Bar - Briquenay - Bulson - Buzancy - Chémery-sur-Bar | - Le Chesne - La Croix-aux-Bois - Fossé - Germont - Les Grandes-Armoises - Haraucourt - Harricourt - Imécourt - Landres-et-Saint-Georges - Louvergny - Maisoncelle-et-Villers - Le Mont-Dieu - Montgon - La Neuville-à-Maire - Noirval - Nouart - Oches - Les Petites-Armoises | - Quatre-Champs - Raucourt-et-Flaba - Remilly-Aillicourt - Saint-Pierremont - Sauville - Sommauthe - Stonne - Sy - Tailly - Tannay - Terron-sur-Aisne - Thénorgues - Toges - Vandy - Vaux-en-Dieulet - Verpel - Verrières - Vouziers |

před rokem 2015:
- Ballay
- Bourcq
- Contreuve
- La Croix-aux-Bois
- Falaise
- Grivy-Loisy
- Longwé
- Mars-sous-Bourcq
- Quatre-Champs
- Sainte-Marie
- Terron-sur-Aisne
- Toges
- Vandy
- Vouziers
- Vrizy